# Reprezentacja Madagaskaru w piłce siatkowej mężczyzn
Reprezentacja Madagaskaru w piłce siatkowej mężczyzn to narodowa reprezentacja tego kraju, reprezentująca go na arenie międzynarodowej
Największym sukcesem zespołu jest dwukrotne wywalczenie brązowego medalu podczas Mistrzostw Afryki (w 1971 i 1979 roku).
Do tej pory zespół nie brał udziału w Mistrzostwach Świata.